# Krzeszowice (gromada)
Krzeszowice – dawna gromada, czyli najmniejsza jednostka podziału terytorialnego Polskiej Rzeczypospolitej Ludowej w latach 1954–1972.
Gromady, z gromadzkimi radami narodowymi (GRN) jako organami władzy najniższego stopnia na wsi, funkcjonowały od reformy reorganizującej administrację wiejską przeprowadzonej jesienią 1954 do momentu ich zniesienia z dniem 1 stycznia 1973, tym samym wypierając organizację gminną w latach 1954–1972.
Gromadę Krzeszowice z siedzibą GRN w mieście Krzeszowice (nie wchodzącym w skład gromady) utworzono 30 czerwca 1960 w powiecie chrzanowskim w woj. krakowskim z obszaru zniesionych gromad Siedlec, Czerna i Nawojowa Góra (bez wsi Młynka).
31 grudnia 1961 do gromady Krzeszowice przyłączono obszar zniesionej gromady Paczółtowice.
W kwietniu 1969 dla gromady ustalono 27 członków gromadzkiej rady narodowej. 1 stycznia 1970 gromada składała się ze wsi: Czatkowice, Czerna, Dębnik, Dubie, Nawojowa Góra, Paczółtowice, Siedlec, Żary i Żbik.
Gromada przetrwała do końca 1972 roku, czyli do kolejnej reformy gminnej. 1 stycznia 1973 reaktywowano zniesioną w 1954 roku gminę Krzeszowice.